# Kinga Kozak
Kinga Kozak (Stara Krobia, 15 ottobre 2002) è una calciatrice polacca, centrocampista del Napoli e della nazionale polacca.

## Carriera
Kozak è nata a Stara Krobia, un villaggio nei pressi di Gmina Krobia, nel comune urbano-rurale polacco di Krobia, distretto di Gostyń. In gioventù condivide la passione per il calcio con il fratello maggiore Miłosz Kozak, anch'egli calciatore professionista, dal 2022 ala del Spartak Trnava. Inizia l'attività agonistica nella squadra maschile del Kania Gostyń, prima di trascorrere del tempo nei club del suo villaggio di nascita e di Medyka. Nel 2014 la squadra del suo villaggio, il Biskupianka Stara Krobia Student Sports Club, ha raggiunto la finale del torneo scolastico nazionale, nonostante si un centro abitato da meno di 500 abitanti. In quellp'occasione Kozak è stata nominata giocatrice del torneo.
Kozak ha iniziato la sua carriera professionale nel GKS Katowice, squadra polacca, dove ha segnato 29 gol in 71 partite, tra cui il primo gol del club nel ritorno alla massima serie polacca. Ha poi trascorso una sola stagione al Czarni Sosnowiec, con cui ha vinto la Coppa nazionale femminile, segnando 4 reti, prima di firmare per le ex-campionesse scozzesi del Glasgow City il 17 giugno 2022. Ha fatto il suo debutto in Scottish Women's Premier League il 7 agosto 2022, segnando il suo primo gol nella stessa partita vinta nettamente sullo Spartans con il risultato di 7-0. Lungo due stagioni con il club scozzese, mette a segno 15 reti in 56 presenze.
Ritornata al GKS Katowice nell'estate del 2024, lungo la stagione 2024-2025 l'attaccante segna 10 gol in 18 partite di campionato, guidando la squadra alla vittoria del titolo nazionale.
Il 9 luglio 2025, Kozak viene acquistata a titolo definitivo dal Napoli, in Serie A, con cui firma un contratto annuale, con opzione per un'altra stagione.

### Nazionale
Kozak inizia a essere convocata dalla Federcalcio polacca giovanissima, chiamata inizialmente a indossare la maglia della formazione Under-15.
Nel 2017 è in rosa con l'Under-17 che affronta le qualificazioni all'Europeo di Lituania 2018, facendo il suo esordio il 10 ottobre 2017, cinque giorni prima del suo 15º compleanno, segnando al primo minuto della partita contro l'Ucraina. Rimasta in quota anche per la successiva fase di qualificazione all'Europeo di Bulgaria 2019, completa il suo percorso nella minore delle giovanili polacche andando a rete in altre 4 partite nelle due fasi senza tuttavia, così come la volta precedente, riuscire ad accedere con la sua squadra alla fase finale.
Sempre del 2019 è il suo debutto nell'formazione Under-19, scendendo in campo il 2 ottobre, tredici giorni prima del suo 17º compleanno, nel primo dei tre incontri, vinto per 2-0 sulle pari età della Croazia, della prima fase di qualificazione all'Europeo di Georgia 2020, fissando poi il risultato sul 5-0 nel successivo vinto con la Bulgaria. Scesa in campo in questa occasione sempre da titolare, marca tre presenze aiutando la sua nazionale ad accedere alla fase élite prima che il torneo venga interrotto a causa delle restrizioni per arginare la pandemia di COVID-19.
Entrata nel giro della nazionale maggiore, il commissario tecnico Miłosz Stępiński la convoca per l'incontro con l'Azerbaigian del 23 ottobre 2020, dove debutta otto giorni dopo il suo 18º compleanno, marcando in seguito due presenze nel gruppo D delle qualificazioni all'Europeo di Inghilterra 2022 senza che la Polonia riuscisse a qualificarsi per la fase finale. Con il cambio della panchina, affidata dal 2021 a Nina Patalon, la fiducia in Koza non viene meno, venendo chiamata in occasione della Pinatar Cup 2022 e delle gruppo F di qualificazione della zona UEFA al Mondiale di Australia e Nuova Zelanda 2023.

## Palmarès

### Club
- Campionato scozzese: 1

Glasgow City: 2022-2023
- Coppa di Polonia: 2

Czarni Sosnowiec: 2021-2022
GKS Katowice: 2023-2024
- Campionato polacco: 1

GKS Katowice: 2024-2025